# Første jødisk-romerske krig
Den Første jødisk-romerske krig (66–73 e.v.t.), somme tider Den jødiske krig eller det Jødiske oprør (hebraisk: המרד הגדול, ha-Mered Ha-Gadol). Denne krig var den første af tre jødiske opstande i provinsen Iudaea mod den romerske stat. De øvrige var Kitos krigen i 115–117 e. Kr. og Bar Kokhbas opstand 132–135 e. Kr.
Krigen begyndte i år 66 og ifølge den jødiske historiker Josefus var den et resultat af religiøse spændinger mellem den græske og den jødiske befolkning i Judæa.  De sidste kamphandlinger fandt sted ved Masada i 73. Det jødiske nederlag til romerne medvirkede i høj grad til spredningen af det jødiske folk til byerne i hele middelhavsregionen. Mange jøder var emigreret i forvejen, men et stort antal blev efter nederlaget solgt som slaver eller fordrevet fra deres hjemland. Derudover blev mange byer og bosættelser i Iuadaea plyndret og ødelagt som følge af krigen, heriblandt Gamla i 67 og Jerusalem i 70, da romerske legionærer under den senere kejser Titus’ kommando plyndrede byen og ødelagde Herodes’ tempel.

## Baggrund
I år 6 e.v.t. blev Iudaea, der hidtil havde været et romersk lydkongedømme, indlemmet under romersk styre som en provins. Områdets øverste leder blev en prokurator, der var ansvarlig for at opretholde freden og indsamle skatter. Det var nu romerne, der udnævnte ypperstepræsten i Jerusalem, og det medførte stærke spændinger. Og da kejser Caligula I 39 udnævnte sig selv til gud og beordrede statuer af sig selv opstillet i alle imperiets helligsteder, heriblandt templet i Jerusalem, nægtede jøderne og truede med væbnet opstand. De romerske provinsadministratorer blev pålagt at opkræve et bestemt beløb fra provinsen årligt; et overskud rådede administratoren selv over. Misbrug og overbeskatning var derfor en udbredt praksis blandt embedsmændene i Romerriget. Da prokuratoren Gessius Florus som ifølge Tacitus havde gjort sig skyldig i alle former for røveri og voldshandlinger stjal tempelskatten, blev den jødiske befolkning yderligere radikaliseret og den folkelige støtte steg til de zeloter, der ville omstyrte det romerske herredømme med vold.

## Indledende jødiske succeser
Den store opstand begyndte i 66 e.Kr. i Caesarea, og de første uroligheder blev provokeret af grækere, der ofrede en fugl foran synagogen. Den græsktalende romerske garnison greb ikke ind overfor dette tilfælde af blasfemi, og derfor afbrød ypperstepræsten Eliezar ben Hananias søn bønnerne og ofringerne for den romerske kejser i templet i Jerusalem for at lede en massakre på de romerske soldater i byen. Den pro-romerske konge Agrippa II og hans familie flygtede fra Jerusalem til Galilæa, hvor de senere overgav sig til romerne. Cestius Gallus, legat i Syria, bragte forstærkninger til de trængte romerske styrker i Iudaea, men han led et stort nederlag i slaget ved Ben Horon. Under tilbagetrækningen mistede en af legionerne endda sin standart.

## Det romerske modsvar
Kejser Nero udpegede i stedet for Gallus sin erfarne general Vespasian som kommandant til at knuse oprøret. Vespasian gjorde den meget helleniserede by Caesarea Maritima til hovedkvarter for sine legioner. De bestod af X Fretensis og V Macedonica, i alt 60,000 professionelle soldater. Han begyndte metodisk at rense kyststrækningen og de nordlige egne for oprørere. Flere byer overgav sig uden uden kamp. I 68 var den jødiske modstand mod nord nedkæmpet.
Det lykkedes for lederne af den kollapsede nordlige opstand, Simon Bar-Giora og Yohanan mi-Gush, at flygte til Jerusalem. Det medførte en brutal intern konflikt: zeloter og sicarii henrettede enhver fortaler for overgivelse til romerne, og kort efter var alle lederne af den sydlige opstand døde; alle var dræbt af jøder.
Nero blev afsat i 68, og Vespasian blev med støtte fra hæren udråbt som ny kejser i 69. Han forlod nu Iudaea for at tage til Rom og overlod kommandoen til sin søn Titus.

### Jerusalems fald
Belejringen af Jerusalem var begyndt allerede i den tidlige fase af krigen. Men de romerske tropper var ikke i stand til at bryde gennem byens stærke forsvarsværker og havde bygget en permanent lejr uden for den. De byggede en grav og en vold, der var lige så høj som bymuren, som omringede hele byen. Alle flygtende, der blev pågrebet, blev korsfæstet på volden vendt mod Jerusalem. Efter byens fald var den omgivet af titusindvis af korsfæstede.
Titus ledede den sidste fase af belejringen og den endelige storm på byen. Under de første kampe i byen blev forrådet af tørret mad med vilje brændt af for at forsvarerne skulle kæmpe mod indtrængerne til det sidste frem for at overgive sig; det betød, at mange af byens indbyggere og soldater døde af sult. Tempelpladsen blev forsvaret af zeloter under Eleazar ben Simon, mens sicarii under Simon ben Giora forsvarede den øvre by. De dele af byen faldt som de sidste.
I sommeren 70 e. Kr. gennembrød romerne første gang bymuren og plyndrede og brændte næsten hele byen. Romerne havde startet angrebet på det svageste sted: den tredje mur som kun var blevet færdig kort før belejringen og derfor ikke havde den samme kvalitet som de øvrige. I slutningen af maj brød romerne gennem den vigtige anden mur og stod nu foran den øvre by. I august blev det sidste angreb indledt og d. 29. eller 30. august faldt tempelpladsen. Den samtidige romerske historiker Tacitus berettede, at Jerusalem under belejringen rummede mere end 600.000 mennesker, og at alle, der kunne løfte et våben, havde kæmpet og at alle havde udvist samme forsvarsiver og havde fortrukket at dø frem for at overgive sig. Alle tre bymure blev revet ned sammen med templet. ifølge datidens etik blev helligsteder normalt skånet også i krigstider, men romernes argument var, at dette tempel var blevet omdannet til et forsvarsværk og derfor et legitimt militært mål. Yohanan mi-Gush overgav sig i Agrippa III’s borg, Jotaphta, og idømt livsvarigt fængsel.
Titusbuen viser på reliefferne de skatte de romerske soldater tog med til Rom efter deres erobring af Jerusalem. En af dem er menorahen, den syvarmede lysestage som stod i templet.

### Masadas fald
Efter Jerusalems fald beordrede Titus, at jagten på de jødiske oprørere skulle fortsætte. De sidste blev besejret i 73 ved fæstningen Masada i Judæaørkenen
I foråret 71 sejlede Titus tilbage til Rom, og Lucilius Bassus blev udpeget til militærguvernør. Bassus’ opgave var at rydde den sidste modstand af vejen og fik kommandoen over den 10. legion (Fretensis). Han indtog Herodium og krydsede Jordanfloden for at erobre fæstningen Machaerus ved bredden af Det Døde Hav. Inden Bassus afsluttede opgaven blev han syg og døde, og Lucius Flavius Silva efterfulgte ham. Silva førte i efteråret 72 den 10. legion mod den sidste oprørsbastion Masada, som han tilbød overgivelse. De jødiske forsvarere nægtede at forhandle, og Silva opførte derpå en række lejre hele vejen rundt om klippen med Masada. Romerne gennembrød endeligt murerne i 73 for at opdage at alle 967 forsvarere var døde for at undgå tilfangetagelse.

## Konsekvenser
Josefus beretter, at krigen kostede 1,100,000 liv; de fleste døde var jøder, og at 97,000 blev gjort til slaver,  derudover måtte mange flygte. Romerne havde jagtet og nedslagtet hele klaner som efterkommerne af  Davids hus. Titus dømte 2,500 jøder til at kæmpe mod vilde dyr i arenaen i Caesarea for at fejre hans bror Domitians fødselsdag.

### Flavisk propaganda
Efter flaviernes sejr blev mønter med indskriften Ivdaea Capta (Iudaea erobret) udstedt over hele imperiet; både som propaganda for det nye kejserhus og for demonstrere at oprør mod Rom var nytteløst. På mønterne blev Iudæa afbilledet med en grædende kvinde. Titus skulle have afvist at modtage en sejrskrans som symbol for sin triumf, da han ikke mente, at der var megen ære i at besejre et folk, der var forladt af deres egen gud.
I Josefus’ beretning er der en detaljeret beskrivelse af den romerske sejrsparade, der fandt sted kort efter afslutningen på krigen. Relieffer på Titusbuen med scener fra samme parade stemmer med Josefus’ beskrivelse og er sandsynligvis baseret på hans oplysninger. Reliefferne viser dele af krigsbyttet og Titus som triumfator. Det mest prominente billede viser Titus’ død, en begivenhed, der først fandt sted 11 år senere. Kejseren bliver båret op til himlen af en ørn, symbolet på den romerske gudekonge Jupiter. Titus bliver fremstillet som guddommelig, en status han opnåede pga. sine gerninger som kejser. Bl.a. sejren over de jødiske oprørere.
Titusbuen er en vigtig kilde til forståelse af krigens betydning for romerne. De så krigen som en begivenhed, der viste deres kejsers storhed, og det flaviske hus’ legitimitet.
Jøderne i Iudaea opfattet den som en ufattelig tragedie, mens de tidlige kristne så den som Guds straf til et syndigt folk.